# Сморчков, Никита Иванович
Никита Иванович Сморчков (1916—2002) — советский военный лётчик, капитан, участник Великой Отечественной войны, Герой Советского Союза (1945).

## Биография
Из крестьян. Член КПСС с 1943 года. В 1937 году окончил Рыбинский аэроклуб, в 1941 — Балашовскую школу военных лётчиков. Во время Великой Отечественной войны с 1941 года воевал на Калининском, Воронежском, 1-м, 2-м, 3-м Украинском фронтах. Участник боёв под Москвой, Воронежем, на Курской дуге, Украине, в Румынии, Югославии, Венгрии. Командир эскадрильи штурмового авиаполка. Сделал 196 боевых вылетов, причинил врагу большие потери в живой силе и технике.

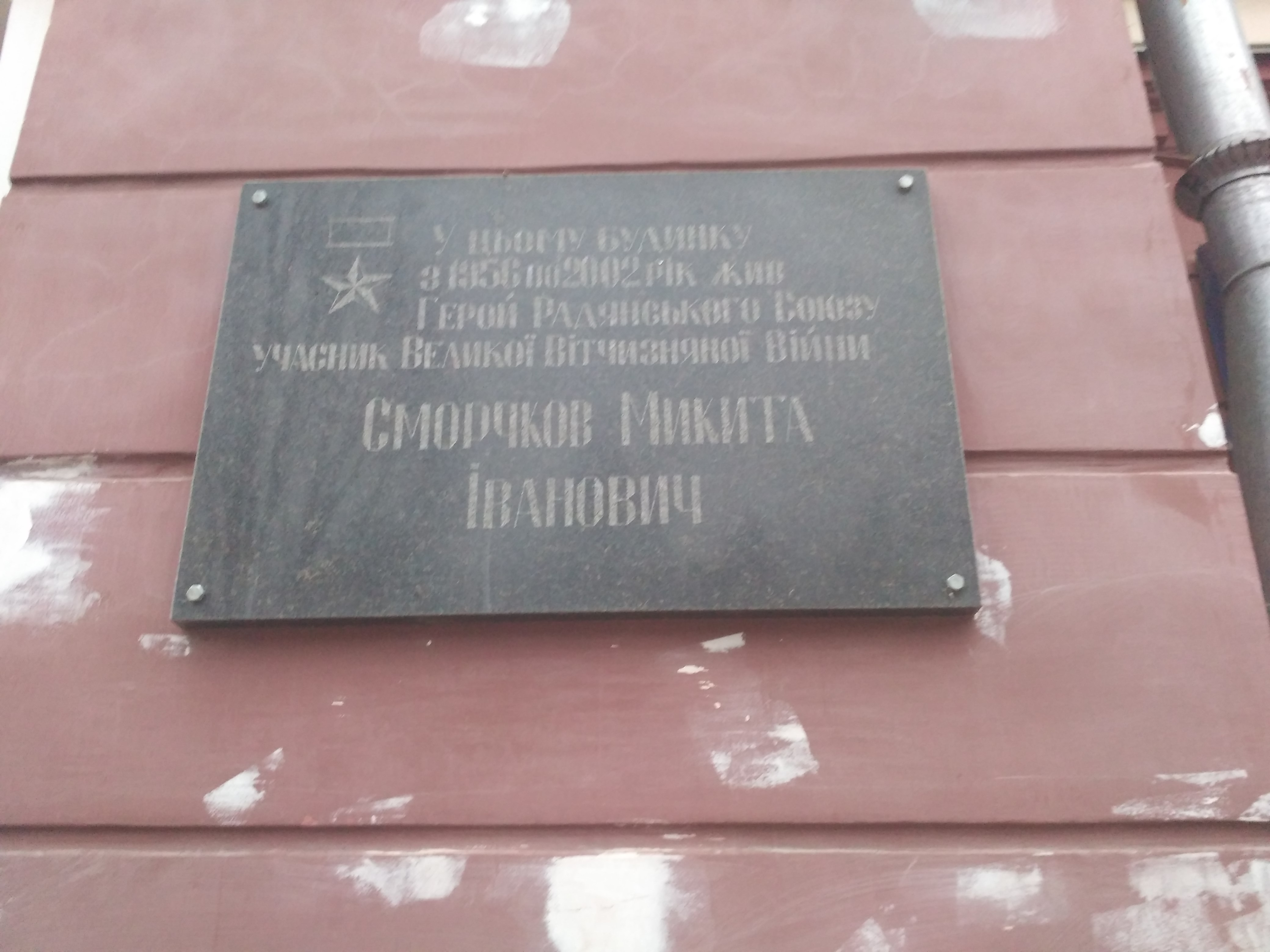
Памятная доска на доме в Чернигове, где с 1956 по 2002 год жил Сморчков.

До 1947 года в Советской Армии. Жил в Чернигове. С 1977 года на административных и хозяйственных должностях.
Почётный гражданин города Дубровно.

## Награды
Награждён орденом Ленина, тремя орденами Красного Знамени, орденом Отечественной войны 1 степени, украинским орденом Богдана Хмельницкого 3 степени, югославским орденом Партизанской Звезды 2 степени, медалями.